# Xã Shelton, Quận Knox, Missouri
Xã Shelton (tiếng Anh: Shelton Township) là một xã thuộc quận Knox, tiểu bang Missouri, Hoa Kỳ. Năm 2010, dân số của xã này là 198 người.